# Martín Correa
Bruno Martín Correa Araújo, noto semplicemente come Martín Correa (Montevideo, 27 luglio 1991), è un calciatore uruguaiano, centrocampista del Colón.

## Caratteristiche tecniche
È un esterno sinistro.

## Carriera
Cresciuto nel settore giovanile dei Montevideo Wanderers, ha esordito in prima squadra il 13 marzo 2010 disputando l'incontro di Primera División Profesional perso 2-1 contro il Racing Montevideo.

## Palmarès
- Supercopa Uruguaya: 1

Liverpool (M): 2020